# Avenida Washington Soares
A Avenida Washington Soares tem uma longa extensão e é uma das vias mais importantes de Fortaleza. Corta toda a Zona Leste de Norte a Sul e tem a importante função de ligar a Aldeota Norte ao Iguatemi e a Aldeota Sul, que é composta pelos bairros Edson Queiroz, Engenheiro Luciano Cavalcante, Jardim das Oliveiras, Cidade dos Funcionários, Parque Manibura, Cambeba, José de alencar etc.
Ela é administrada pelo governo do Estado, pois na verdade é uma rodovia (CE-040) indo para o Litoral Leste do Ceará. Nos horários de pico há muitos engarrafamentos por causa do excesso de veículos que se dirigem às faculdades, universidades, colégios, supermercados e outros estabelecimentos comerciais existentes na avenida. Ela é conhecida por começar ou terminar no Iguatemi Fortaleza e também corta o Via Sul Shopping. Ela também pode ser considerada a avenida mais longa de Fortaleza, com 13 km de extensão, que vai do Iguatemi Fortaleza até o Eusébio